# Roberto Béjar Suéscum
Roberto Béjar Suéscum (Guayaquil, 30 de agosto de 1933 - 19 de febrero de 2021) fue un arquitecto y político ecuatoriano.

## Biografía
Realizó sus estudios secundarios en el Colegio San José la Salle y los superiores en la Universidad de Chile, donde obtuvo el título de arquitecto en 1959.
En 1965 fue el encargado de diseñar el primer centro comercial de Guayaquil, bautizado como "Sud América" y ubicado en el Barrio del Centenario. Fue el fundador del Colegio Nacional de Arquitectos, así como el creador de la facultad de arquitectura en la Universidad de Guayaquil y en la Universidad Católica de Santiago de Guayaquil.
Dentro del ámbito político se desempeñó como director de construcciones del municipio de Guayaquil y como prefecto provincial del Guayas (de 1972 a 1975).